# Naturpark Nissum Fjord
Naturpark Nissum Fjord blev oprettet som pilotprojekt på opfordring fra Nissum Fjord Netværket i maj 2016. Naturparken strækker sig over 22.670 ha omkring Nissum Fjord og er den tredje største naturpark i Danmark. Naturparken blev godkendt af Friluftsrådet 12. december 2018.